# Pittsburgh Lyceum

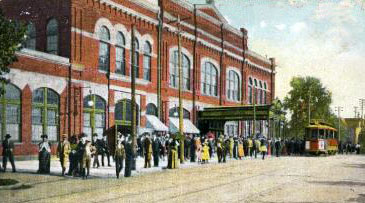
Lagets arena Duquesne Gardens.

Pittsburgh Lyceum var ett amerikanskt ishockeylag från Pittsburgh, Pennsylvania som spelade i den semiprofessionella ligan Western Pennsylvania Hockey League under två säsonger åren 1907–1909.
Lyceum, som spelade i vinröda och vita färger med ett bevingat P som klubbmärke, spelade sina hemmamatcher i arenan Duquesne Gardens.
Pittsburgh Lyceums mest namnkunnige spelare var centern Tommy Smith som gjorde 48 mål på 22 spelade matcher för klubben, och som efter spelarkarriärens slut valdes in i Hockey Hall of Fame. Några andra spelare som representerade Lyceum var Arthur Throop, Jim Mallen, Jack Marks, Albert Kerr och Garnet Sixsmith.